# Annabel Lee (groupe)
Pour poème d'Edgar Allen Poe, voir Annabel Lee.
Annabel Lee est un groupe de garage rock et indie originaire de Bruxelles, en Belgique.

## Biographie
Le groupe, dès ses débuts en janvier 2017, sort un premier single nommé Best Good Friend.
La même année, le trio commence à collaborer avec le label indépendant Luik Music (Liège, Belgique) qui fait office de label, de manager et d'agence de booking.
Diffusé avec succès à la radio, le groupe sort un premier EP nommé Wallflowers, condensé de mélodies rock aussi pop que garage. Il se fait également connaître en concert : au Botanique, au festival Eurosonic, et en première partie de Parquet Courts. 
En 2017 et 2018, le groupe enchaîne les dates en parcourant la Belgique, avec des représentations aux Nuits Botaniques, au festival ProPulse, au Reflektor (Liège) mais aussi de plus petites salles.
En 2020, sort son premier album Let The Kid Go, au sein du label Luik Music. A l'occasion de cette sortie, le groupe établit une tournée en Belgique et en France. Deux release party sont prévues, l'une au Botanique (Bruxelles) et l'autre à Liège. A ce sujet, le magazine Femmes d'Aujourd'hui publie un article intitulé Les 9 concerts à ne pas manquer lors des Nuits 2020 au sein duquel le groupe belge est le premier cité. En mars 2020, le festival de Dour annonce que le trio rejoint l'affiche pour son édition 2020. 
Pour préparer la sortie de cet album le 20 mars 2020, Annabel Lee tourne deux clip : pour la chanson Let The Kid Go et pour See You Naked. Ils sont réalisés avec Alexandre De Bueger. Les retours dans les médias sont parues  dans le Moustique , le Focus Vif  ou encore sur le site des Inrocks.

## Discographie

### Solo albums
- 2018 : Little Sad And Not So Sad Songs (Disponible en version physique et digitale)

### EP's
- 2017 : Wallflowers (Disponible en version physique et digitale)
- 2018 : Black Pudding EP (Disponible en version digitale)

### Albums
- 2020 : Let The Kid Go (Disponible en version physique et digitale)

Les différentes sorties d'Annabel Lee apparaissent sur leur page Bandcamp, mais également sur les différentes plateformes de streaming en collaboration avec Luik Music.

## Membres du groupe
Autour de la chanteuse Audrey Marot se succèdent des musiciens du groupe Mountain Bike (Charles-Antoine et Aurélien), Vankou à la basse (Animal Youth, Black Sheep), et Hugo à la batterie (lui aussi d’Animal Youth).